# Johannes W. Jacobsen
Johannes William Jacobsen (5. september 1915 i København – 10. februar 2003) var en dansk cand.theol. og den 41. biskop over Viborg Stift fra 1968 til sin pensionering i 1985.

## Karriere
I 1934 blev Jacobsen student fra Østersøgades Gymnasium, og han blev færdiguddannet cand.theol. i 1940 fra Københavns Universitet. 

### Præst og forstander
Efter afslutningen af teologistudiet var Johannes W. Jacobsen hjælpepræst i Esajas Kirke på Østerbro fra 1941 til 1947. I 1947 fik han for første gang ansvaret for sit eget sogn, da han blev sognepræst for Bindslev Sogn og Mosbjerg Sogn i Vendsyssel. Her var han i 14 år.
I 1961 rykkede Jacobsen til Peter Bangs Vej på Frederiksberg, da han blev forstander for Diakonissestiftelsen. Denne stilling havde han indtil 1968.

### Biskop
Da Christian Baun skulle afløses som biskop over Viborg Stift i 1968 opstillede Johannes W. Jacobsen til bispevalget. Han vandt valget og kunne indsættes som den 41. biskop, og kunne efterfølgende flytte ind i Bispegården i Viborg.
Som 70-årig gik Jacobsen på pension i 1985 og blev afløst af Georg S. Geil som biskop. Ved sin død var han Kommandør af Dannebrog.

## Tillidshverv
- Medlem af Almindeligt dansk Præstekonvent (1957)
- Bestyrelsesmedlem i Nyborgmøderne (1960)
- Bestyrelsesmedlem i Nørre Nissum Seminarium (1969)
- Bestyrelsesmedlem i Familiehøjskolen Skærgården
- Bestyrelsesmedlem i Hardsyssel Ungdomsskole.
- Bestyrelsesmedlem i Møltrup Optagelseshjem i Vildbjerg
- Medlem af repræsentantskabet i Kristeligt Dagblad
- Medlem af Den kirkelige Strukturkommission (1964)
- Formand for Folkekirkens Drenge- og Pigekor (1969)
- Bestyrelsesmedlem i Jysk Nervesanatorium (1969)
- Medlem af Kirkeministeriets liturgiske Kommission
- Præsident for Dansk Kirke i Udlandet

## Privat
Johannes W. Jacobsen var gift med Grethe Jacobsen (født Palmelund) (1915-200?)
Han og hustruen er begravet på Garnisons Kirkegård i København.